# Pieter van Beervelde
Pieter van Beervelde was een miniaturist, kunstschilder en graveur die actief was in Gent op het einde van de 14e en in het eerste kwart van de 15e eeuw. Zijn activiteit is documentair aanwijsbaar tussen 1377 en 1414.

## Biografische elementen
Pieter van Beervelde, ook Pieter van Beerevelt of Poele van Beervelt, was in dienst van de stad Gent en vervulde allerlei opdrachten als diplomaat, presentmeester en stadsschilder. Hij was deken van het schildersgilde van 1401-1402, van 1408-1410 en vinder van 1405-1406. Pieter Tavernier was een leerling van Pieter van Beervelde en bleef bij hem werken tot in 1413. Ook broeder Jacob de Schildere werkte samen met Pieter van Beervelt tussen 1382 en 1413.
Hij was gehuwd met Aechte Blondeels die in 1382 overleed en daarna met Beatrijs sClercx. Pieter had een dochter Kerstine die meewerkte in zijn atelier. Hij woonde in zijn eigen huis aan de Vierweegschede en bezat  daarnaast nog huizen aan de Hoogpoort en de Erpelsteeg. Aan de Brabantdam verpandde hij een huis en een hofstede en aan de Huckelram een hofstede.

## Werk
Als presentmeester, een functie die hij uitoefende van 1386 tot 1413, kreeg hij omstreeks 1400 de opdracht om de marighifte (huwelijksgeschenk) van de stad Gent, voor Daneel, de secretaris van Filips de Stoute, naar Rijsel te brengen. In 1407-1408 bracht hij een dergelijke gift naar de zoon van de heer van Schorisse en in 1408-1409 voerde een gelijkaardige opdracht hem naar Brugge met een geschenk voor Heinricke van Almaenge, de schildknaap van de hertogin Margaretha van Beieren. In 1411 reisde hij naar Oudenaarde met twaalf zilveren schalen en twee zilveren potten voor “miere Vrauwen van tSaerloes” (Michelle van Valois)
Van Beervelde was ook lid van de Gentse delegatie die op 28 oktober 1404 naar Atrecht reisde om aan Margaretha van Male het rouwbeklag van de stad te betuigen na het overlijden van haar echtgenoot Filips de Stoute.
Voor de blijde intrede van hertog Jan zonder Vrees op 21 april 1405 deed de stad een beroep op Pieter van Beervelde voor het schilderen van wapenborden die geplaatst werden op het Tooghuis op de Vrijdagmarkt, de plaats waar de hertog publiekelijk erkend werd als graaf van Vlaanderen. In 1411 had Van Beervelde een opdracht om banieren, wimpels en vaandels met wapens te beschilderen die moesten dienen voor de Gentse troepen die deelnamen aan de oorlog tussen Karel van Orléans en Jan zonder Vrees.
Daarnaast maakte hij volgens rekeningen in diverse archieven:
- schilderijen en verluchte bladen voor Jan de Bloc en Jan de Hooghere in 1404-1405
- heraldische stukken in 1407-1408
- schilderijen en beelden voor Willem De Cupere in 1408
- heraldische stukken in 1409-1410
- schilderij voor H. De Gruwel 1409
- gesneden retabel voor de kerk van Eksaarde 28/3/1409
- schilderen van een kamer voor de stad 1410-11
- beelden voor Mathijs Sceyvel 1412
- beelden voor Johannes Van Ghender 1412-1413